# 馬瑟爾堡

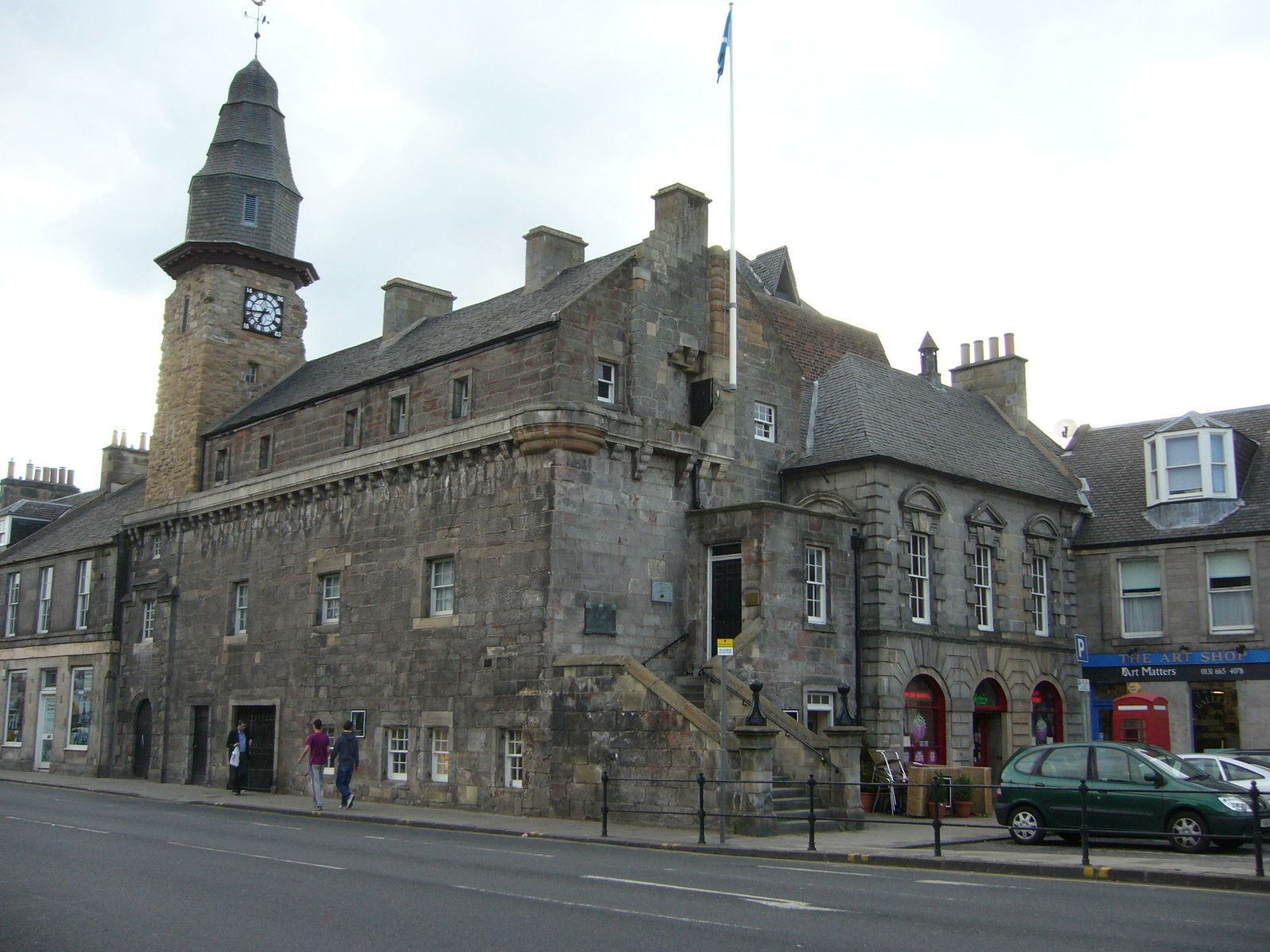
High Street上的監獄

馬瑟爾堡（蘇格蘭蓋爾語：Baile nam Feusgan） 是蘇格蘭東洛錫安最大的市鎮，位於福斯灣沿岸，位於愛丁堡東部6英里（9.7）處。
Musselburgh一詞來自於古英語mussel，意指貝類生物。burgh則是古“鎮”的意思。
其歷史可以追溯到公元80年的羅馬不列顛時期。1975年前屬於中洛錫安，據1973年蘇格蘭當地政府法案（Local Government (Scotland) Act 1973）部份劃入東洛錫安，1996年劃入東洛錫安單一管理區。

## 教育
該地知名學校包括勞埃特學校和成立於16世紀的馬瑟爾堡語法學校。此外瑪格麗特皇后大學也坐落於該地。

## 運動
馬瑟爾堡銀箭（Musselburgh Silver Arrow）是英國最早的運動獎盃之一。 每年由皇家弓箭手連成員爭奪，其歷史可追溯到1603年。
此外馬瑟爾堡也是馬瑟爾堡賽馬場和馬瑟爾堡林克斯高爾夫球場所在。 此外還有叫做Musselburgh Athletic F.C.的鎮青年足球隊和叫做Musselburgh RFC的RBS錦標賽乙聯足球隊。

## 姊妹鎮
- ：馬恩河畔尚皮尼，法國
- ：羅西尼亞諾馬里蒂莫，法國

## 外部連結
- 维基导游上有關Musselburgh的旅行指南
- Census data (PDF)
- Musselburgh Festival （页面存档备份，存于）